# Carlos Saucedo
Carlos Enrique Saucedo Urgel (ur. 11 września 1979 w Santa Cruz) – boliwijski piłkarz występujący na pozycji napastnika, obecnie zawodnik San José.

## Kariera klubowa
Saucedo pochodzi z miasta Santa Cruz i swoją karierę piłkarską rozpoczynał jako dziewiętnastolatek w tamtejszym trzecioligowym klubie Rancho Nuevo, z siedzibą w jego rodzinnej dzielnicy 10 de Octubre. Po roku drużyna została rozwiązana, a on sam odszedł do zespołu o nazwie 24 de Septiembre, w którego barwach w sezonie 1999 został królem strzelców trzeciej ligi boliwijskiej i awansował na zaplecze najwyższej klasy rozgrywkowej. W drugiej lidze wywalczył za to tytuł drugiego najskuteczniejszego piłkarza rozgrywek 2000. W późniejszym czasie bez większych sukcesów występował w innych klubach z drugiej ligi boliwijskiej, takich jak Nacional Potosí, Universitario Beni czy Club Destroyers. W tym okresie często dorabiał sobie po treningach, pomagając w pracy ojcu, z zawodu przedsiębiorcy budowlanemu. W 2005 roku, jako piłkarz CD Guabirá, wywalczył awans do pierwszej ligi. Na początku 2006 roku jego dobre występy w niższych ligach zaowocowały transferem do klubu z jego rodzinnego miasta, Oriente Petrolero, w barwach którego w wieku 26 lat zadebiutował w Liga de Fútbol Profesional Boliviano.
W 2007 roku Saucedo razem ze swoim kolegą klubowym Doyle'em Vacą przeszedł do najbardziej utytułowanego zespołu w ojczyźnie, Club Bolívar z siedzibą w mieście La Paz. Tam od razu został czołowym piłkarzem drużyny, w wiosennym sezonie Apertura 2007 zdobywając z nią wicemistrzostwo Boliwii. Wówczas także wziął udział w pierwszym międzynarodowym turnieju w karierze, Copa Libertadores, z którego odpadł już w fazie grupowej. Po dwunastu miesiącach spędzonych w barwach Bolívaru wyjechał do Ekwadoru, podpisując umowę z tamtejszą stołeczną ekipą Deportivo Quito, gdzie pełnił wyłącznie rolę rezerwowego, przyczyniając się do zdobycia przez klub tytułu mistrzowskiego w sezonie 2008. On sam w połowie rozgrywek powrócił jednak do ojczyzny, do Club Blooming z Santa Cruz, w którego barwach osiągnął kolejne wicemistrzostwo Boliwii, tym razem w jesiennej fazie Clausura 2008. Przez cały 2009 rok bez większych sukcesów występował w klubie The Strongest z miasta La Paz, a podczas sezonu 2010 reprezentował barwy Club Aurora z Cochabamby.
Wiosną 2011 Saucedo po raz kolejny wyemigrował za granicę, tym razem do Kolumbii, gdzie został graczem Independiente Medellín. Tam występował przez rok i nie zdołał ani razu wpisać się na listę strzelców, przez co szybko wrócił do ojczyzny, tym razem podpisując umowę z CD San José z siedzibą w Oruro. Szybko został mianowany kapitanem zespołu i pierwsze sukcesy z ekipą odniósł już w wiosennych rozgrywkach Clausura 2012 – wówczas to odniósł już trzecie w karierze wicemistrzostwo Boliwii, a także wywalczył tytuł króla strzelców ligi boliwijskiej z siedemnastoma bramkami na koncie. Pół roku później, podczas sezonu jesiennego Apertura 2012, powtórzył obydwa te osiągnięcia – ponownie zajął drugie miejsce w ligowej tabeli, a także został najskuteczniejszym zawodnikiem rozgrywek, tym raz zdobywając 23 bramki w 22 meczach.

## Kariera reprezentacyjna
W seniorskiej reprezentacji Boliwii Saucedo zadebiutował za kadencji selekcjonera Erwina Sáncheza, 22 sierpnia 2007 w przegranym 0:1 meczu towarzyskim z Ekwadorem. Premierowe gole w kadrze narodowej strzelił za to ponad pięć lat później, 16 października 2012 w wygranej 4:1 konfrontacji z Urugwajem w ramach eliminacji do Mistrzostw Świata 2014, kiedy to aż trzykrotnie wpisał się na listę strzelców.